# Pyeongan-do
Pyeongan-do ist eine der historischen Provinzen Koreas. Sie lag im Nordwesten des Landes und hatte Pjöngjang als Hauptstadt.
Die Provinz entstand zu Beginn der Joseon-Dynastie und erhielt ihren Namen durch Zusammenziehung der Städtenamen Pjöngjang und Anju. Ein anderer Name für die Region ist Gwanseo. 1896 wurde das Gebiet in die heutigen nordkoreanischen Provinzen Pyeonganbuk-do und Pyeongannam-do geteilt.